# STP (varumärke)
STP är ett varumärke för motoroljor som ägs av Spectrum Brands Holdings, Inc. Namnet är en akronym för Scientifically Treated Petroleum och grundades 1953 i Saint Joseph i Missouri i USA. Bolaget började sälja sina produkter 1954. Bolaget köptes av Studebaker-Packard Corporation 1961. Under 1960-talet inleddes en omfattande reklamkampanj för varumärket genom att dela ut ovala klistermärken med logotypen. 1969 börsnoterades bolaget. 1969 började bolaget sponsra det egna racingstallet STP Corporation i Indy Car-serien.

## Produkter
Bland STP:s produkter finns bland annat bromsvätska, bränsletillsatser och tillsatser för motorolja.